# Альтглініке
Альтглініке (нім. вимова: [altˈɡliːnɪkə] ( прослухати), буквально Old Glienicke) — місцевість ( Ortsteil ) Берліна в районі (Becirk) Трептов-Кепенік. До 2001 року це було частиною колишнього району Трептов.

## Історія
Вперше село Гліник згадується у 1375 році. Берлінська стіна прорізала Альтглініке (у Східному Берліні) і Рудов (у Західному Берліні) з 1961 по 1990 рік. Це також було місцем проведення спільної американсько-британської розвідувальної операції «Золото».

## Географія
Місцевість розташована на південно-західній стороні Трептов-Кепеніка. Межує з Рудовом (в Нойкельні), Йоганністалем, Адлерсгофом, Грюнау, Бонсдорфом і муніципалітетом Шенефельд у районі Даме-Шпревальд у Бранденбурзі.

## Транспорт
Альтглініке обслуговується лініями Берлінської міської електрички S45 і S9 зі станціями Альтглініке і Грюнбергаллее. Недалеко від місцевості знаходиться станція BER Airport - Terminal 5 біля колишнього міжнародного аеропорту "Берлін Шенефельд", який зараз є частиною аеропорту Берлін-Бранденбург.